# Emil Artin
Emil Artin, känd matematiker från Österrike (med armeniska rötter), född den 3 mars 1898, död den 20 december 1962. Han läste bland annat på Wiens universitet från 1916. Under nazi-tiden i Tyskland var han bland annat i Indiana University och Princeton University.

## Inflytande och arbete
Artin var en av de ledande algebraikerna av 1900-talet, med mer inflytande än vad man kunde gissa utgående från hans samlade arbeten. Han arbetade inom algebraisk talteori och bidrog starkt till klasskroppsteori och en till en ny konstruktion av L-funktioner. Han arbetade även med ringteori, gruppteori och kroppteori. Det inflytelserika verket om abstrakt algebra av van der Waerden sägs ha inspirerats delvis av Artins idéer, och även Emmy Noethers.
Artin var även en viktig skildrare av Galoisteori, närmandet av klassringteori med hjälp av gruppkohomologi (med John Tate). År 1957 skrev Artin en bok om geometrisk algebra , där han utvecklade teorin av de klassiska grupperna i ett Kleinskt sammanhang.

## Eftermäle
Asteroiden 15378 Artin är uppkallad efter honom.